# Filosofie speculativă și experimentală
Filosofia speculativă și experimentală sunt metodele principale de lucru din filosofia naturală a secolului XVII. Filosofia speculativă reprezintă explicarea fenomenelor naturale fără apel la observație sistematică sau experiment. Filosofia experimentală reprezintă colectarea și ordonarea observațiilor și rapoartelor de experimente, tot cu scopul de a explica fenomene naturale. Potrivit autorului Peter Anstey, cei doi termeni reprezintă dihotomia fundamentală privitoare la metodologia filosofiei naturale din secolul XVII. Cele două metode sunt importante în procesul dezvoltării științei moderne.

## Originea termenilor
Originea distincției nu este precisă. Francis Bacon a intuit-o  în “De dignitata et augmentis scientarum”, unde distinge între filosofie naturală speculativă și operativă.  Filosofia speculativă a fost divizată în fizică și metafizică. În orice caz, niciuna dintre distincțiile timpurii ale lui Bacon nu este sinonimă cu distincția speculativ/experimental, așa cum este găsită mai târziu în secolul XVII. Începând din 1650, filosofia naturală era împărțită în filosofie speculativă și experimentală.
Bacon s-a opus speculației și a promovat derivarea cunoașterii fenomenelor naturii din experiment, așa cum reiese din lucrarea Novum Organon”. 

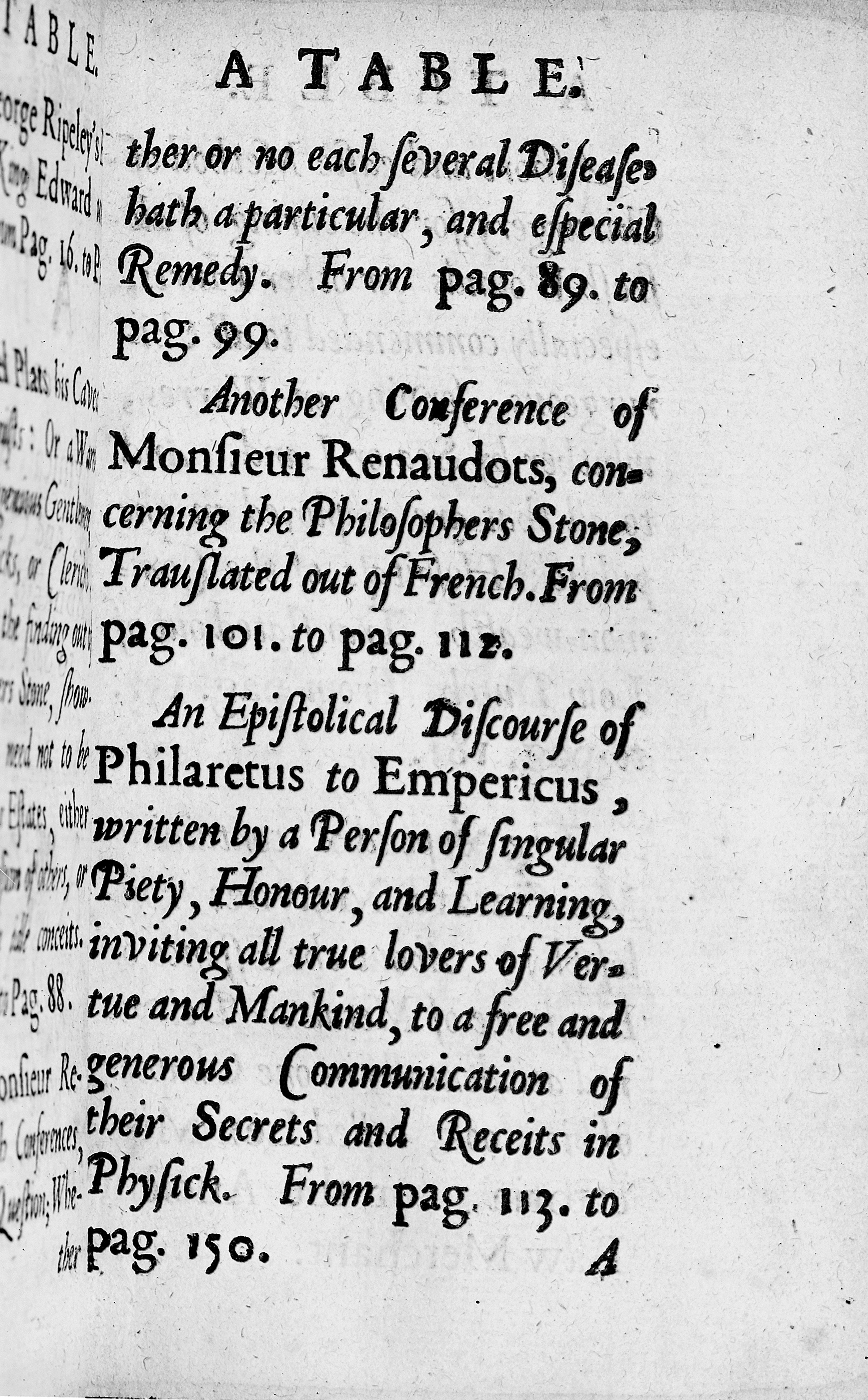
"Ephemerides", Samuel Hartlib. Printre primele lucrări de la începutul secolului XVII în care se găsește termenul de filosofie experimentală.

De asemenea, există o distincție între filosofia speculativă și alte tipuri de filosofie specifică Renașterii. Spre exemplu, Toletus credea că filosofia este formată din trei părți principale:  speculativă , practică și faptică. Partea speculativă este divizată în fizică, metafizică și matematică. Un alt exemplu de utilizare a distincției speculativ/experimental este lucrarea lui Samuel Hartlib, “Ephemerides”, unde termenul “filosofie experimentală” este folosit în anul 1635.

Distincția speculativ/experimental devine comună începând cu a doua jumătate a secolului XVII. Aceasta se găsește în lucrările metodologice ale lui Robert Boyle, concepute între 1650 și 1660.  În “Usefulness of Natural Philosophy” , ne spune despre cum experimentele pot ajuta filosoful speculativ, care cercetează cauzele fenomenelor naturale, și cum filosoful speculativ ar putea îmbunătăți partea practică a filosofiei naturale (denumită “Physick”). Thomas Sprat vorbește despre această distincție în “History of the Royal Society” (1667), unde favorizează filosofia experimentală, deoarece concentrează eforturile oamenilor pe activități practice, ci nu pe dispute teoretice, cum este cazul în filosofia speculativă. Printre alți autori care lucrează cu versiunea cristalizată a distincției speculativ/experimental se numără Margaret Cavendish. În prefața lucrării “Observations upon Experimental Philosophy” (1666), Cavendish afirmă următoarele:
“Așa cum am avut curajul de a purta dispute cu scriitori faimoși și eminenți ai filosofiei speculative, tot așa voi dezvolta niște cugetări asupra unor scriitori moderni experimentali.”

## Taberele speculative și experimentale
O agendă polemică puternică stă în spatele originii și folosirii distincției dintre filosofie speculativă și experimentală. Noii filosofi naturali, în special cei aliați cu Societatea Regală și grupurile precedente acesteia, au folosit pentru prima dată distincția. 
Filosofii speculativi nu erau exclusiv aristotelici. Boyle îi numește pe Leucip, Epicur, pe însuși Aristotel, Telesius și Campanella ca fiind “creatori speculativi de ipoteze noi”. Mai mult de atât, filosofia experimentală naturală era considerată inovatoare în comparație cu filosofia anticilor. Mai exact, era inovatoare prin accentul pe care îl punea pe simțuri în obținerea de cunoaștere. Accentul pe simțuri era pus, de obicei, în contextul folosirii unor noi instrumente precum telescopul și microscopul. 

Metoda speculativă învechită aparținea scolasticilor aristotelici, care se implicau în speculații ipotetice și metafizice ce nu puteau fi testate empiric.  În lucrarea “Plus Ultra” (1668) a lui Joseph Glanvill, acesta susține filosofia experimentală în fața criticii unui aristotelician. El afirmă următoarele:
“Experimentatorii moderni cred că, deși filosofii din trecut erau în posesia unor abilități intelectuale excelente, nu era probabil ca metoda lor să aducă avantaje semnificative cu privire la obținerea cunoașterii sau utilității umane[…]. Eșecul acestor metode științifice care de secole nu au produs cunoaștere practică aproape deloc (spre exemplu, cunoaștere cu privire la leacul pentru o tăietură la deget)constituie un argument palpabil cum că erau greșite.” 
În ciuda faptului că distincția speculativ/experimental este rezonabil de clară, împărțirea filosofilor naturali într-o tabără sau alta este dificilă. Acest lucru se datorează existenței unei diversități mari de poziții. Cei precum Robert Boyle și Sprat aveau o poziție reconciliantă, încercând să găsească un rol pentru ipoteze (care erau mai degrabă speculative) în filosofia naturală experimentală. Gânditori precum Hooke aderau puternic la filosofia experimentală, dar în același timp erau conștienți de faptul că foloseau, adesea, ipoteze pentru a explica în mod cauzal fenomenele naturii. În final, avem și poziția celor care credeau că abordarea experimentală este singura metodă corectă, fiind extrem de împotriviți față de speculație și ipoteze.

## Filosofia experimentală

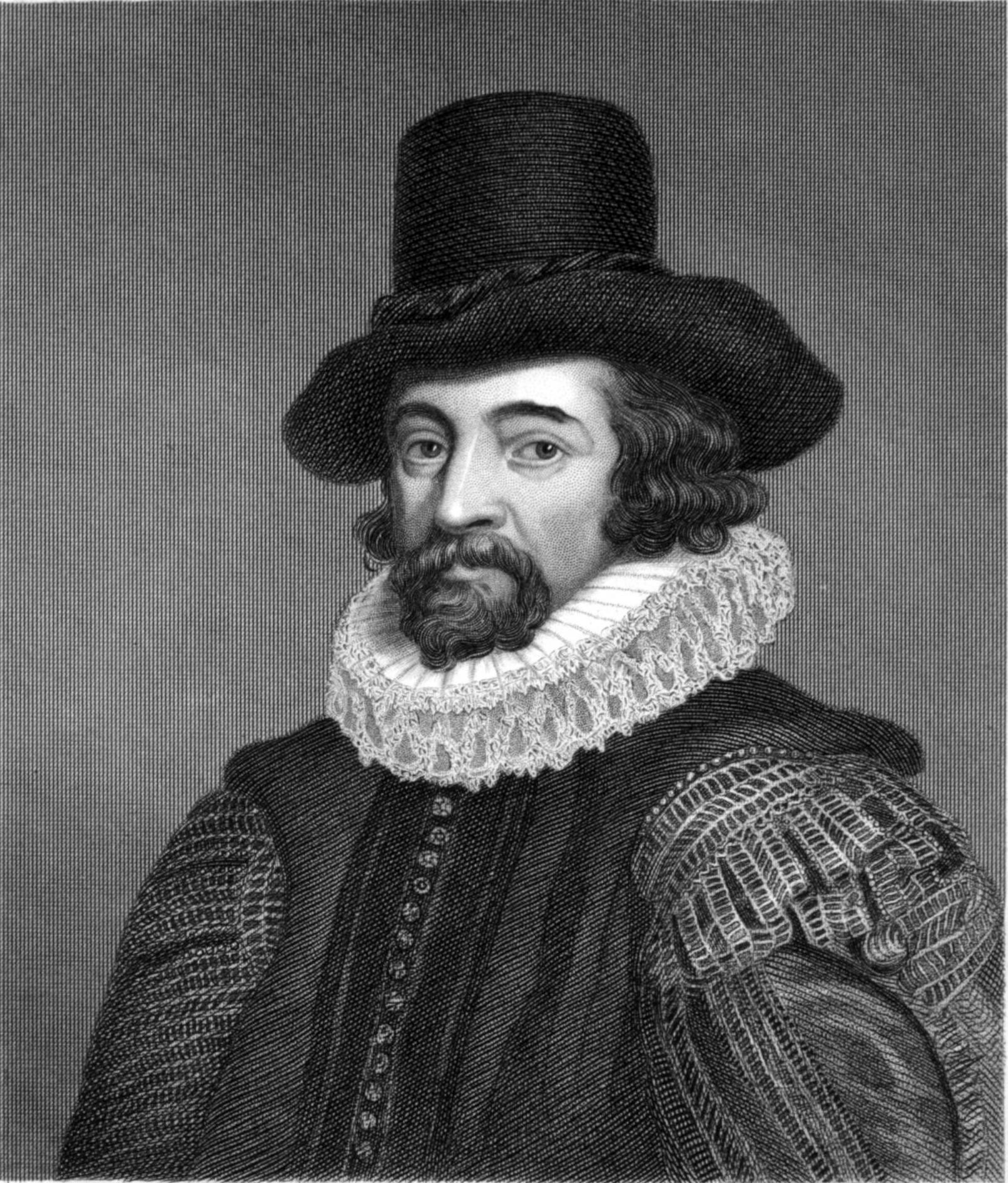
Francis Bacon (1561–1626) a fost responsabil pentru popularizarea istoriilor naturale ca bază a filosofiei naturale experimentale.

În general, istoriile naturale baconiene stăteau la baza filosofiei naturale experimentale. Aceste istorii naturale erau colecții vaste de fapte referitoare la obiecte sau calități, obținute prin observație, experiment și rapoarte de călătorii. Aceste colecții erau asamblate și aranjate de către filosofi naturali care, ulterior, aveau să folosească aceste date pentru a dezvolta explicații ale fenomenelor naturale. Majoritatea muncii experimentatorilor Societății Regale era concepută în termeni de dezvoltare a istoriilor naturale. Henry Oldenburg, primul secretar al Societății, și-a conceput rolul în Societate în termeni de promovare și realizare a acestei metode. Dezvoltarea acestor istorii reprezintă, în general, principiul organizațional principal cu pivire la construirea experimentelor și observațiilor. 

## Filosofia speculativă

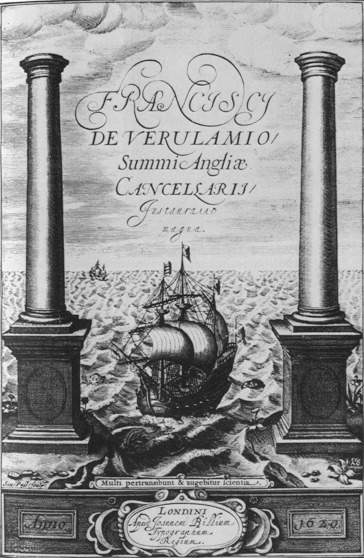
"Instauratio Magna" a lui Francis Bacon conține un sistem speculativ complex.

Dacă istoria naturală era componenta principală a filosofiei naturale experimentale, este unanim acceptat faptul că ipotezele erau cele mai importante pentru filosoful speculativ. Termenul de “ipoteză”, așa cum este înțeles în filosofia naturală timpurie, se putea referi la o explicație cauzală, un principiu sau maximă metafizică, o generalizare inductivă, sau chiar o teorie sau un sistem de doctrine. Un astfel de set de doctrine este filosofia speculativă a lui Francis Bacon. 
Filosofia naturală a lui Bacon este cunoscută, mai degrabă, pentru oferirea unui program, menit să construiască un corp de cunoaștere științifică care va aduce beneficii practice imense pentru omenire. Cu alte cuvinte, filosofia naturală a lui Bacon constituie un set de recomandări metodologice, a căror scop era stabilirea științei legitime.
Pe lângă acest aspect, filosofia naturală a lui Bacon are un al doilea aspect, mai puțin cunoscut: aspectul speculativ. Potrivit lui Graham Rees, putem interpreta gândirea lui Bacon ca pe o filosofie formată din două aspecte, sau ca pe două filosofii separate. 
Filosofia speculativă baconiană este o colecție de speculații cu privire la ce fel de știință ar trebui să creeze metodologia abordată de prima parte a filosofiei sale. Partea a cincea a Instauratio-ului ar fi trebuit să ofere o imagine completă a filosofiei speculative, însă acest plan nu a fost înfăptuit vreodată. Cu toate acestea, celelalte părți ale Instauratio-ului oferă destul material pentru reconstrucția detaliată a sistemului speculativ:
Cugetările lui Bacon asupra unei multitudini de subiecte printre care se numără filosofia naturală aristotelică, astronomia lui Copernic, atomismul și astronomia lui Galileo, au dus la înfăptuirea unei filosofii naturale speculative, ce combină structura fizică a universului, modelată după cosmogoniile mozaice, cu ideile despre mișcarea cerească derivată din lucrările unui aristotelician arab. La inima acestei concepții se află o teorie a materiei, inspirată din doctrina celor trei elemente prime (tria prima : mercur, sare, sulf). Această teorie avea ca scop oferirea unor predicții cu privire la viețuitoare, oferind o provocare concepțiilor din medicina vremurilor respective. Sistemul speculativ a ajuns să aibă un scop universal, pentru a fi capabil să explice fiecare aspect al naturii, precul modul în care are loc moartea.
Din 1612, Bacon a început să folosească Concepția lui Telesio asupra structurii universului și principiile lui Alpetragius pentru a construi o teorie chimică a materiei. Rezultatul a fost o reprezentare a universului geocentrică și finită. Pământul este format din materie densă, tangibilă, iar restul universului este format din materie intangibilă.
Deși Bacon considera că discursul științific este categorial diferit față de cel teologic, acesta afirma faptul că teologia impunea anumite limite științei (boundary conditions). Filosofia naturală nu trebuie să fie invadată de teologie, însă este o activitate limitată de aceasta. Orice teorie care întrece limitele impuse de teologie este suspectă de la bun început.
Cea mai importantă condiție de limitare este credința cum că universul nu este etern. Dumnezeu a creat haosul din nimic, iar universul este finit. Universul este doar un “strănut gigantic în eternitate”.